# Edith Lowka

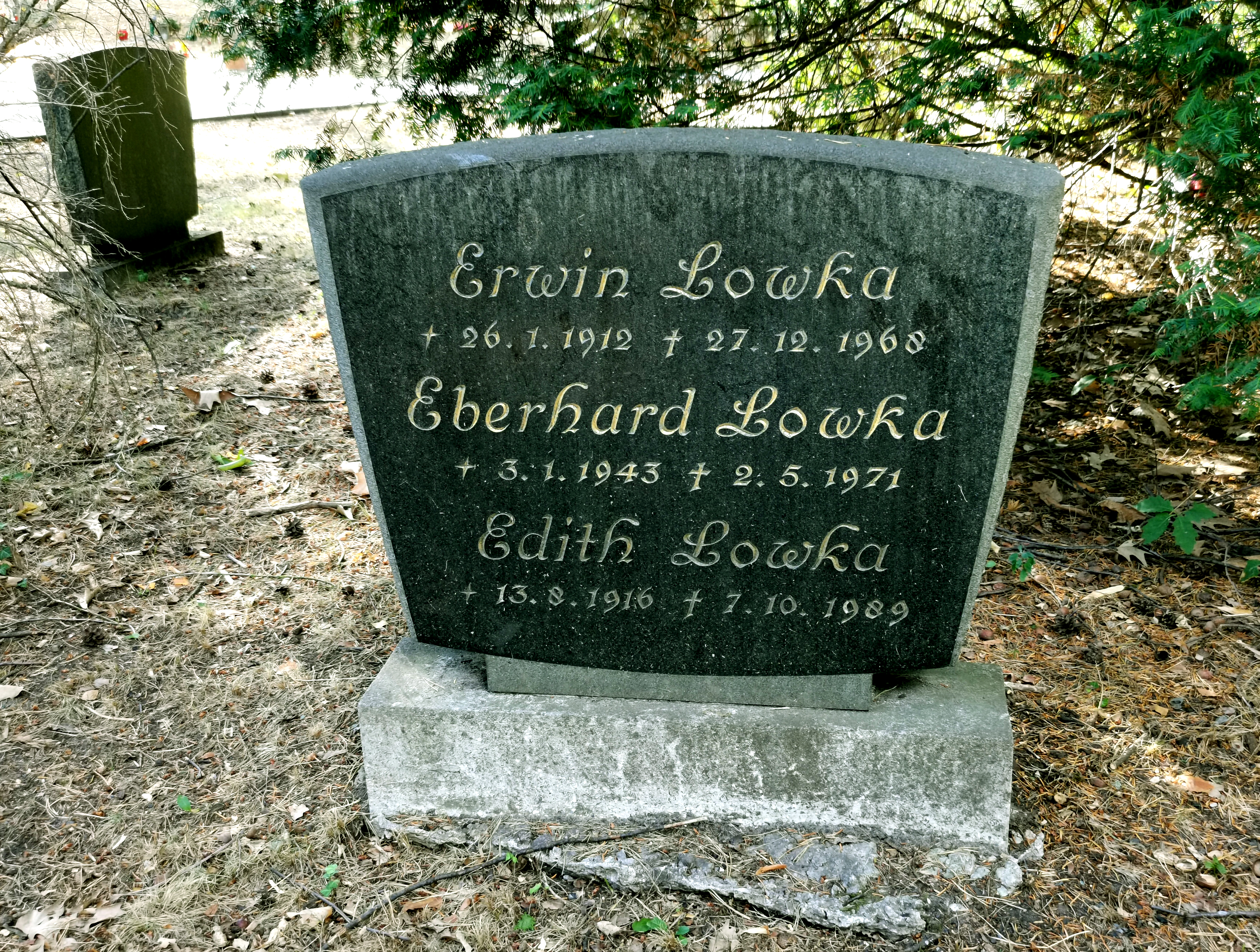
Grabstelle auf dem Friedhof In den Kisseln, Berlin-Spandau

Edith Lowka (* 13. August 1916 in Berlin; † 7. Oktober 1989 in Walsrode), geborene Hähn, war eine deutsche Politikerin (SPD).
Edith Lowka machte eine Lehre als Drogistin, später arbeitete sie auch als Apothekenhelferin. Seit 1931 war sie Mitglied der Sozialistischen Arbeiter-Jugend (SAJ). Nach dem Zweiten Weltkrieg trat sie der SPD bei. 1950 wurde sie zunächst in die Bezirksverordnetenversammlung des Bezirks Tiergarten gewählt. Bei der Wahl 1954 wurde sie anschließend in das Abgeordnetenhaus von Berlin gewählt. Zehn Jahre war Lowka Vorsitzende des Hauptausschusses im Abgeordnetenhaus. 1975 schied sie aus dem Parlament aus.